# 하몽 메니지스 우브네르
하몽 메니지스 우브네르(1972년 6월 30일 ~ )는 브라질의 전직 축구 선수이자 현 축구 지도자로 현재 브라질 U-20 대표팀과 브라질 U-23 대표팀의 사령탑을 겸하여 맡고 있다.

## 통계
| 브라질 | 브라질 | 브라질 |
| 연도   | 출전   | 골     |
| ------ | ------ | ------ |
| 2001   | 6      | 1      |
| 합계   | 6      | 1      |